# Gave
Gave es una freguesia portuguesa del municipio de Melgazo, en el distrito de Viana do Castelo, con 9,75 km² de superficie y 237 habitantes (2011). Su densidad de población es de 24,3 hab/km².
Situada en el extremo suroccidental del concelho, limitando con los de Monçao y Arcos de Valdevez, y atravesada por el río Mouro (afluente del Miño), Gave formó parte del concelho de Valadares, hasta su extinción en 1855.

## Galería

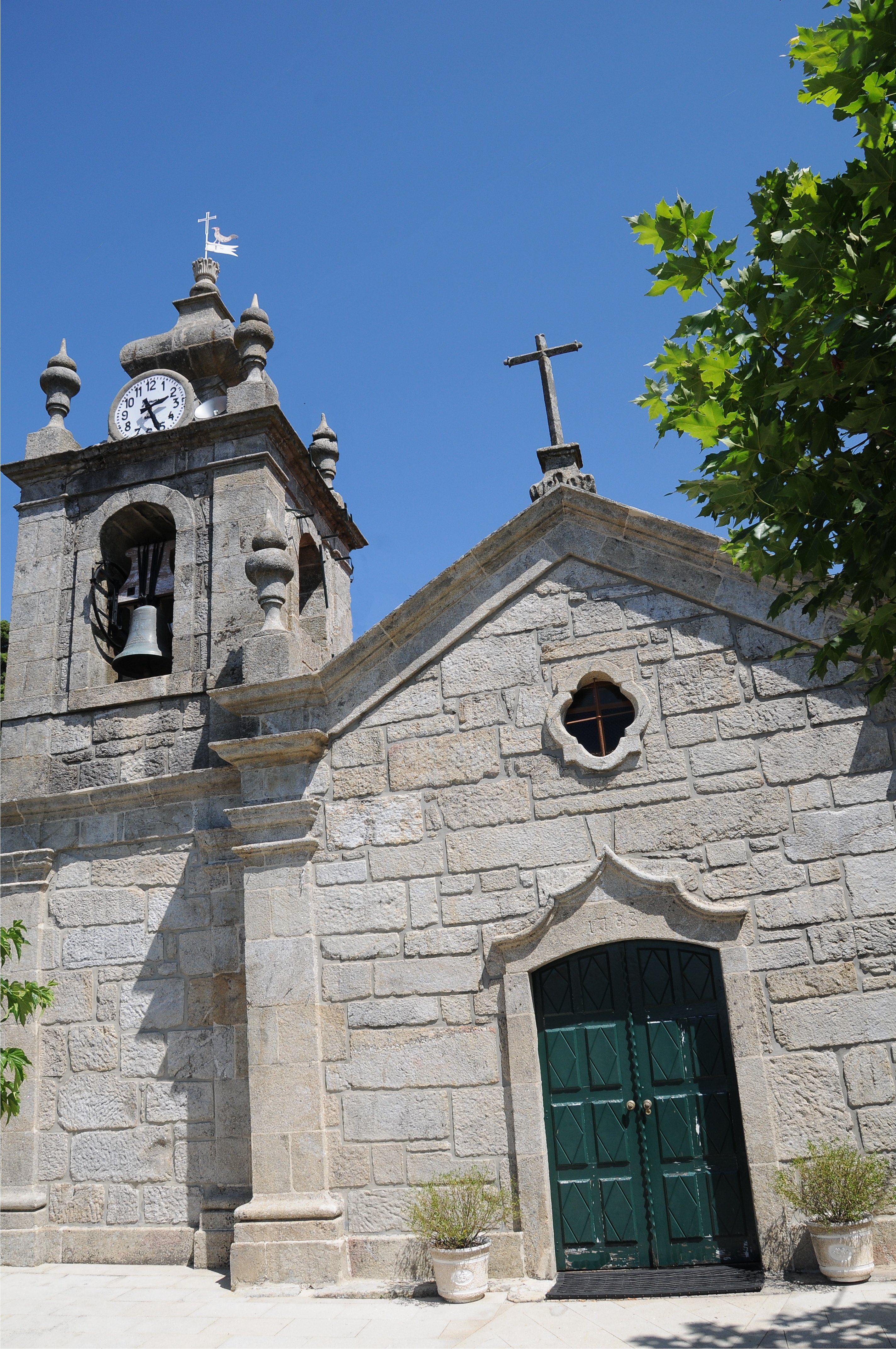
Iglesia de Gave